# Soroca

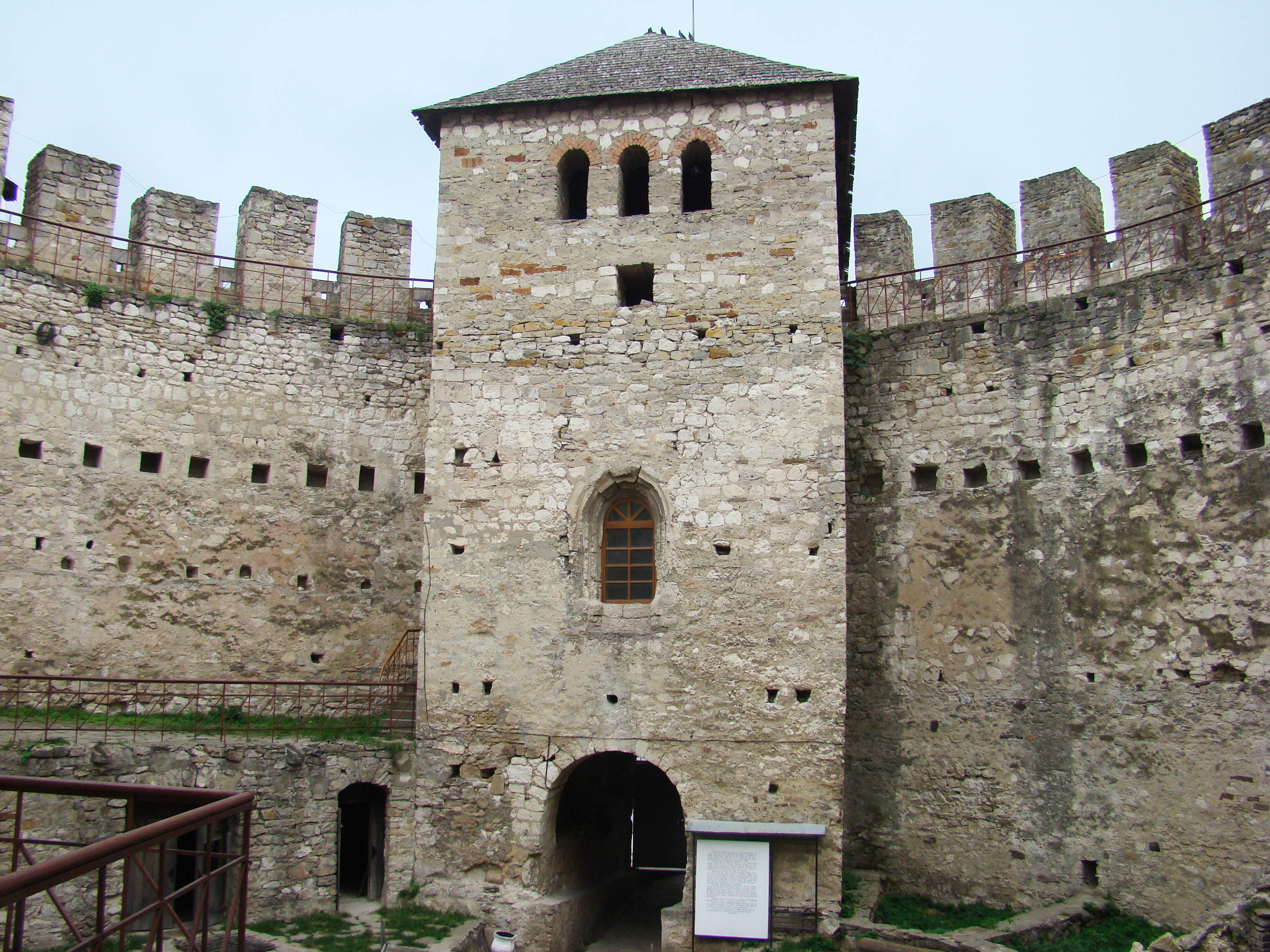
Het kasteel van Soroca

Soroca (Russisch: Сороки; Soroki, Oekraïens: Сороки; Soroky, Jiddisch: םאָראָקע Soroke) is een gemeente - met stadstitel - in het noorden van Moldavië met 37.500 inwoners (01-01-2012). De stad ligt op de rechteroever van de Dnjestr (Nistru) die hier de grens met Oekraïne vormt, en is de hoofdstad van de Moldavische bestuurlijke eenheid (unitate administrativ-teritorială) Soroca.
In Soroca bevindt zich een van de belangrijkste middeleeuwse bouwwerken van Moldavië, een kasteel dat aan het eind van de 15de eeuw gebouwd werd onder de Moldavische woiwode Stefanus de Grote en tussen 1543 en 1545 onder diens zoon Petru Rareș zijn huidige gedaante kreeg. Het is een geheel rond bouwwerk met vijf weertorens, dat staat afgebeeld op het bankbiljet van 20 Moldavische lei.
Op een hoog punt even buiten de stad staat sinds 2004 de Kaars van Dankbaarheid (Lumânarea Recunoștinței), een monument dat herinnert aan de vereniging van Bessarabië en Roemenië in 1918.